# Prix Tristan-Bernard
Ne doit pas être confondu avec les prix de l'Association des écrivains sportifs fondée par Tristan Bernard.
Le prix Tristan-Bernard est une distinction décernée de 1950 à 1983 par la Société des auteurs et compositeurs dramatiques. Ce prix récompense un auteur de théâtre comique dont l'œuvre est jugée « se rattacher à la tradition de l'humoriste Tristan Bernard ».

## Œuvres récompensées
- 1950 : Pierre Barillet et Jean-Pierre Gredy pour Le Don d'Adèle[2].
- 1952 : Albert Husson pour La Cuisine des Anges[3],[4].
- 1954 : Michel André pour Le Coin tranquille[5].
- 1956 : Louis Velle pour La Monnaie du Pape[6].
- 1965 : Dominique Nohain pour Le 3e témoin, première pièce de théâtre diffusée en direct et en public par la télévision[7].
- 1977 : Loleh Bellon pour Les Dames du Jeudi[8].
- 1979 : Jacques Mauclair pour Arlequin superstar[9].
- 1980 : Yves Jamiaque
- 1981 : Robert Lamoureux
- 1982 : Jean-Pierre Bacri pour Le Grain de sable[10].
- 1983 : Catherine Allégret et Elyane Borras pour Trois fois rien[11].

L'ont également reçus (année non connue) :
- Jean Canolle pour La petite Phèdre[12].